# Pénz beszél (film, 2005)
A Pénz beszél (eredeti cím: Two for the Money) 2005-ben bemutatott egész estés amerikai bűnügyi filmdráma, melyet Dan Gilroy forgatókönyvéből D. J. Caruso rendezett, Rene Russo és Jay Cohen produceri közreműködésével.
A főbb szerepekben Matthew McConaughey, Al Pacino, Rene Russo és Armand Assante látható. A filmben szereplő Brandon Lang (Matthew McConaughey) létező személy, az ő igaz története alapján készült a film.
A filmet a Morgan Creek Productions készítette és az Universal Pictures forgalmazta. Az Amerikai Egyesült Államokban 2005. október 7-én, Magyarországon 2006. március 30-án mutatták be a mozikban. Pénzügyi és kritikai szempontból is megbukott, 30 milliós összbevételével még a 35 millió dolláros gyártási költségeket sem termelte vissza.

## Cselekmény
Brandon Lang sportkarrierje kettétört egy sérülés után, és egy kis sportfogadásokkal foglalkozó cégnél helyezkedett el. Jól megy neki a dolog, ezért lecsap rá egy nagyvállalat. Saját irodát kap, a televízióban is szerepel egy műsorban, minden jól alakul. A főnökével is jól kijön, aki rá akarja építeni az aranybányát. Egy idő után Brandon több pénz után kezd el sóvárogni, és ez megtöri a lendületét, kezdi elveszíteni az aranytojást tojó tyúk státuszt, sőt még vadásznak is rá, a rossz tippek miatt.

## Szereplők
| Színész             | Szerep        | Magyar hang   |
| ------------------- | ------------- | ------------- |
| Matthew McConaughey | Brandon Lang  | Kaszás Attila |
| Al Pacino           | Walter Abrams | Végvári Tamás |
| Rene Russo          | Toni Abrams   | Kovács Nóra   |
| Armand Assante      | C.M. Novian   | Sörös Sándor  |
| Carly Pope          | Tammy         |               |
| Jeremy Piven        | Jerry Sykes   | Kossuth Gábor |
| Jaime King          | Alexandria    |               |
| Ralph Garman        | Reggie        |               |

## Kritikai fogadtatás
A kritikusok negatívan fogadták a filmet. A Rotten Tomatoes-on 110 kritikus véleménye alapján 22%-ra értékelték, a Metacritic-en pedig 100-ból 50 pontot kapott a film, 29 kritika alapján.

## Fordítás
- Ez a szócikk részben vagy egészben  a   Two for the Money (2005 film) című angol Wikipédia-szócikk fordításán alapul.  Az eredeti cikk szerkesztőit annak laptörténete sorolja fel. Ez a jelzés csupán a megfogalmazás eredetét és a szerzői jogokat jelzi, nem szolgál a cikkben szereplő információk forrásmegjelöléseként.